# Ares Tower
Pour les articles homonymes, voir Ares (homonymie).
L'Ares Tower est un gratte-ciel de la ville de Vienne, en Autriche, dans le quartier de Donaustadt. Il a été conçu par Heinz Neumann et construit de 1999 à 2001. 
Le bâtiment est l'un des plus hauts de la ville, il s'élève à 92 m de hauteur (d'après Emporis) et comporte 26 étages. Sa superficie totale est de 61 000 m², mais seulement 40 000 m² sont utilisés.